# Маннс-Чойс (Пенсільванія)
Маннс-Чойс (англ. Manns Choice) — місто (англ. borough) в США, в окрузі Бедфорд штату Пенсільванія. Населення — 316 осіб (2020).

## Географія
Маннс-Чойс розташований за координатами 40°0′12″ пн. ш. 78°35′28″ зх. д. / 40.00333° пн. ш. 78.59111° зх. д. (40.003444, -78.591226).  За даними Бюро перепису населення США в 2010 році місто мало площу 1,31 км², з яких 1,30 км² — суходіл та 0,01 км² — водойми.

## Демографія
Згідно з переписом 2010 року, у селищі мешкало 300 осіб у 128 домогосподарствах у складі 81 родини. Густота населення становила 229 осіб/км².  Було 142 помешкання (108/км²).
Расовий склад населення:
| - 98,7 % — білих - 1,0 % — осіб інших рас |

До двох чи більше рас належало 0,3 %. Частка іспаномовних становила 1,3 % від усіх жителів.
За віковим діапазоном населення розподілялося таким чином: 22,0 % — особи молодші 18 років, 65,7 % — особи у віці 18—64 років, 12,3 % — особи у віці 65 років та старші. Медіана віку мешканця становила 38,0 року. На 100 осіб жіночої статі у селищі припадало 91,1 чоловіків;  на 100 жінок у віці від 18 років та старших — 91,8 чоловіків також старших 18 років.
Середній дохід на одне домашнє господарство  становив 48 395 доларів США (медіана — 40 000), а середній дохід на одну сім'ю — 51 795 доларів (медіана — 44 464). За межею бідності перебувало 18,7 % осіб, у тому числі 38,1 % дітей у віці до 18 років та 0,0 % осіб у віці 65 років та старших.
Цивільне працевлаштоване населення становило 152 особи. Основні галузі зайнятості: освіта, охорона здоров'я та соціальна допомога — 27,0 %, роздрібна торгівля — 13,8 %, виробництво — 11,2 %, мистецтво, розваги та відпочинок — 9,2 %.